# 30 Urania
A 30 Urania a Naprendszer kisbolygóövében található aszteroida. John Russell Hind fedezte fel 1854. július 22-én.